# ريتشارد بلومنتال
ريتشارد بلومنتال (بالإنجليزية: Richard Blumenthal)‏ (من مواليد 13 فبراير عام 1946) هو محامٍ وسياسي أمريكي، والسيناتور الأكبر سنًا في مجلس الشيوخ الأمريكي من ولاية كونيتيكت الذي عمل فيه منذ عام 2011. وهو عضو في الحزب الديمقراطي. بلومنتال أكبر الأعضاء الممثلين للولاية في مجلس الشيوخ منذ عام 2013، ويصنف على أنه أحد أثرى أعضاء مجلس الشيوخ، بثروة تزيد عن 100 مليون دولار. شغل سابقًا منصب المدعي العام لولاية كونيتيكت منذ عام 1991 وحتى عام 2011.
وُلد بلومنتال في بروكلين، نيويورك، والتحق بمدرسة ريفرديل الريفية، وهي مدرسة خاصة في برونكس. تخرج في كلية هارفارد، حيث كان رئيس تحرير جريدة هارفارد كريمسون. درس لمدة عام في كلية الثالوث، جامعة كامبريدج، في إنجلترا قبل الالتحاق بكلية ييل للحقوق، حيث كان رئيس تحرير صحيفة ييل للقانون. في أثناء وجوده في جامعة ييل، كان زميلًا لبيل وهيلاري كلينتون. منذ عام 1970 وحتى عام 1976، خدم بلومنتال في قوات احتياط مشاة البحرية الأمريكية، حيث حصل على رتبة رقيب.
بعد كلية الحقوق، اجتاز بلومنتال اختبار المحامين وعمل مساعدًا إداريًا وكاتبًا قانونيًا لصالح العديد من الشخصيات في واشنطن العاصمة. منذ عام 1977 وحتى عام 1981، كان المدعي العام للولايات المتحدة عن مقاطعة كونيتيكت. في أوائل ثمانينيات القرن العشرين، مارس عملًا خاصًا في مجال القانون، تضمن ذلك عمله مستشارًا متطوعًا مع صندوق الدفاع القانوني التابع للجمعية الوطنية للنهوض بالملونين (إن إيه إيه سي بّي).
عمل بلومنتال لفترة ولاية واحدة في مجلس نواب ولاية كونيتيكت منذ عام 1985 وحتى عام 1987؛ انتُخب في عام 1986 ليكون عضوًا في مجلس شيوخ ولاية كونيتيكت وبدأ العمل في عام 1987. انتُخب مدعيًا عامًّا لصالح ولاية كونيتيكت في عام 1990، وعمل لمدة عشرين سنة. خلال هذه الفترة، توقع له مراقبون سياسيون أنه سيكون منافسًا على منصب حاكم ولاية كونيتيكت، لكنه لم يلاحق المنصب قط.
أعلن بلومنتال ترشحه لعضوية مجلس الشيوخ في عام 2010 بعد أن أعلن السيناتور الديمقراطي شاغل المنصب كريس دود تقاعده. واجه ليندا مكمان، وهي زعيمة مصارعة احترافية، التي فازت في انتخابات عام 2010 بفارق 12 نقطة وبنسبة 55% من الأصوات. أدى بلومنتال اليمين في 5 يناير عام 2011. عُين في لجنة الخدمات المسلحة في مجلس الشيوخ الأمريكي، واللجنة القضائية، واللجنة المعنية بالشيخوخة، ولجنة الصحة والتعليم والعمل والمعاشات. بعد تقاعد جو ليبرمان في عام 2013، أصبح بلومنتال أقدم عضو في مجلس الشيوخ عن الولاية. حين أُعيد انتخابه في عام 2016، فاز بنسبة 63.2% من الأصوات، ليصبح أول شخص في ولاية كونيتيكت يحصل على أكثر من مليون صوت في انتخابات على مستوى الولاية.

## النشأة والتعليم
وُلد بلومنتال لعائلة يهودية في بروكلين، نيويورك، لوالدته جين (روزنستوك قبل الزواج) ووالده مارتن بلومنتال. لديه أخ، اسمه ديفيد بلومنتال، أصبح رئيسًا لصندوق الكومنولث. أصبح والدهما رئيسًا لإحدى شركات تجارة السلع. كان جده والد أمه، فريد «فريتز» روزنستوك، يربي الماشية في مزرعته، حيث زاره بلومنتال وشقيقه هناك كثيرًا وهم في فترة الشباب. كان مارتن قد هاجر إلى الولايات المتحدة بمفرده في سن السابعة عشرة من فرانكفورت، ألمانيا.
التحق بلومنتال بمدرسة ريفرديل الريفية في قسم ريفرديل في برونكس قبل تخرجه في كلية هارفارد بدرجة بكالوريوس الآداب بامتياز مع رتبة شرف لكونه عضوًا في جمعية فاي بيتا كابا. عندما كان طالبًا جامعيًا، كان رئيس تحرير جريدة هارفارد كريمسون. كان بلومنتال مراسلًا متدربًا موسميًا لصحيفة واشنطن بوست في مكتب لندن. اختير بلومنتال للحصول على زمالة فيسك، التي سمحت له بالدراسة في جامعة كامبريدج في إنجلترا لمدة عام بعد تخرجه في كلية هارفارد.
في عام 1973، حصل بلومنتال على درجة الدكتوراه في القانون من كلية الحقوق في جامعة ييل، حيث كان رئيس تحرير مجلة ييل للقانون. في أثناء وجوده في جامعة ييل، كان بيل كلينتون، الرئيس المستقبلي، وهيلاري كلينتون، وزيرة الخارجية المستقبلية، زميليه في الصف. كان روبرت رايخ، وزير العمل الأمريكي المستقبلي، أحد المحررين المشاركين في مجلة ييل للقانون. كان كلارنس توماس أيضًا زميله في الصف، والذي عُين لاحقًا قاضيًا مساعدًا في المحكمة العليا، وكذلك كان مقدم البرامج الإذاعية مايكل ميدفيد.

## الخدمة العسكرية
حصل بلومنتال على خمس تأجيلات للعسكرية خلال حرب فيتنام، إذ حصل بدايةً على تأجيل تعليمي، ثم أجّل بناءً على مهنته. مع اعتبار الخدمة بدوام جزئي في قوات الاحتياط أو الحرس الوطني بشكل عام بديلًا لأولئك الذين أرادوا تجنب الخدمة في فيتنام، جُند بلومنتال في شهر أبريل من عام 1970 في قوات احتياط مشاة البحرية الأمريكية. خدم في الوحدات الموجودة في واشنطن العاصمة وكونيتيكت منذ عام 1970 وحتى عام 1976، وحصل على رتبة رقيب.
خلال حملته الانتخابية لمجلس الشيوخ في عام 2010، أُثير جدلٌ حول مقاطع الفيديو التي عُرضت في التقارير الإخبارية وظهر فيها بلومنتال وهو يدعي أنه خدم «في فيتنام». نفى بلومنتال أنه ضلّل الناخبين عمدًا، لكنه أقر بأنه «أخطأ في التعبير» أحيانًا حين تحدث عن سِجل خدمته. اعتذر في وقت لاحق للناخبين عن التصريحات حول خدمته العسكرية وقال إنها لم تكن «واضحة أو دقيقة».

## مناصب
- في انتخابات مجلس الشيوخ في الولايات المتحدة 2010 [الإنجليزية]‏، انتخب عضو مجلس الشيوخ الأمريكي عن دائرة Connecticut ‏ وقد انضم خلال فترته النيابية [الإنجليزية]‏ (5 يناير 2011 – 3 يناير 2013) للكتلة البرلمانية الحزب الديمقراطي.
- في انتخابات مجلس الشيوخ في الولايات المتحدة 2010 [الإنجليزية]‏، انتخب عضو مجلس الشيوخ الأمريكي عن دائرة Connecticut ‏ وقد انضم خلال فترته النيابية (3 يناير 2013 – 3 يناير 2015) للكتلة البرلمانية الحزب الديمقراطي.
- في انتخابات مجلس الشيوخ في الولايات المتحدة 2010 [الإنجليزية]‏، انتخب عضو مجلس الشيوخ الأمريكي عن دائرة Connecticut ‏ وقد انضم خلال فترته النيابية [الإنجليزية]‏ (3 يناير 2015 – 3 يناير 2017) للكتلة البرلمانية الحزب الديمقراطي.
- في انتخابات مجلس الشيوخ في الولايات المتحدة 2016 [الإنجليزية]‏، انتخب عضو مجلس الشيوخ الأمريكي عن دائرة Connecticut ‏ وقد انضم خلال فترته النيابية [الإنجليزية]‏ (3 يناير 2017 – 3 يناير 2019) للكتلة البرلمانية الحزب الديمقراطي.
- انتخب المدعي العام لكونيتيكت [الإنجليزية]‏ (1991 – 2010).
- انتخب وكيل وزارة العدل الأميركية (1977 – 1981).
- انتخب سكرتارية (1975 – 1976).
- انتخب مساعدة قضائية [الإنجليزية]‏ (1974 – 1975).
- انتخب معاون  [لغات أخرى]‏ (1969 – 1970).
- انتخب عضو مجلس ولاية كونيتيكت (1987 – 1990).
- انتخب عضو مجلس نواب كونيتيكت (1984 – 1987).
- انتخب عضو مجلس الشيوخ الأمريكي عن دائرة كونيتيكت (5 يناير 2011 – ).

## وصلات خارجية
- الموقع الرسمي